# Juan Alfonso Chadwick Errázuriz
Juan Alfonso Chadwick Errázuriz (Santiago de Chile, 1 de marzo de 1914-ibídem, 1 de julio de 1993), también conocido como Pollo Chadwick, fue un abogado y comerciante del sector agropecuario chileno, principalmente conocido como uno de los responsables de la modernización de la industria vitivinícola en Chile.
Además fue campeón nacional de polo durante varios años.

## Familia
Segundo y último hijo de Tomás Alejandro Chadwick Ortúzar y Leonor Errázuriz Echazarreta. Juan Alfonso pertenece por partes iguales a la familia Chadwick y a la familia Errázuriz, dos poderosos apellidos de Chile. Su hermano Alejandro, tres años mayor que él, se casó con Olivia Larraín Echevarría, hija del político José Manuel Larraín Valdés, por lo que también está estrechamente relacionado con la familia Larraín y la familia Valdés.
Estudió primero en el Colegio Alemán de Santiago, pero durante el gobierno de Salvador Allende fue enviado dos años a un internado del Opus Dei en España. A su regreso ingresó, como casi todos los Chadwick, al Colegio del Verbo Divino, en Las Condes. Más tarde, estudió Leyes en la Universidad Católica de Chile.

### Matrimonios e hijos
Juan Alfonso se casó en primeras nupcias con Luz Hurtado Fabres, con quien tuvo a María de la Luz Chadwick Hurtado, y en segundas nupcias con Patricia María Rosa Claro Marchant, con quien tuvo cuatro hijos: Patricia María Soledad (1955), Juan Alfonso (1956), María Carolina (1957) y Eduardo Alejandro (1959). Su segundo matrimonio, por tanto, lo relaciona con la familia Claro, otra rica familia chilena de empresarios.

### Carrera vitivinícola
Comenzó a trabajar en 1932 en varias empresas familiares:
- Hacienda Malloa, en Malloa;
- Viña El Cóndor;
- Viña San José de Tocornal, en Puente Alto, Valle del Maipo;
- Haciendas Esperanza y Todos los Santos, en Sagrada Familia, provincia de Curicó.

Durante este período, creó la primera empresa de corretaje de vinos de Chile. En particular, la Hacienda de la Viña San José de Tocornal fue la primera adquirida por él mismo en 1945. Más tarde recuperó la Viña Errázuriz, que estaba fragmentada por las divisiones familiares y por la reforma agraria. En los años 1970, esta hacienda, que originalmente tenía 500 hectáreas, quedó dividida en 35 lotes improductivos; en el más pequeño, de 15 hectáreas, se situó la casa patronal de Viña Errázuriz y una vieja plantación de cabernet sauvignon.

### Carrera deportiva
Juan Alfonso fue un apasionado por el polo. Construyó su propia cancha dentro de su Viña San José Tocornal, en la que en los años 1960 llegó a jugar el Príncipe Felipe, duque de Edimburgo y esposo de la reina Isabel II del Reino Unido. En la actualidad la cancha ya no existe, y en su lugar hay siembras del Viñedo Chadwick.